# The Silver Tongued Devil and I
The Silver Tongued Devil and I es el segundo álbum de estudio del músico y compositor estadounidense Kris Kristofferson. Producido por Fred Foster, fue lanzado en julio de 1971 a través del sello Monument Records.
El álbum logró un gran éxito de crítica y, a diferencia de su predecesor, el éxito comercial, entrando en los primeros treinta puestos del Billboard Top LPs & Tapes, y en el top 5 de la lista Hot Country LPs. Su sencillo "Lovin 'Her was Easier (Than Anything I'll Ever Again Again)" alcanzó el puesto 26 en el Billboard Hot 100 y el cuarto en el Hot Country Singles.

## En el cine
El álbum es mencionado en la película de Martin Scorsese Taxi Driver. En una escena, Betsy compara la personalidad de Travis con la del personaje de la canción "The Pilgrim, Capítulo 33". Posteriormente, en otra escena, se puede ver a Travis comprando el disco en una tienda.
Antes de que Scorsese filmara Taxi Driver, Kristofferson desempeñó un papel secundario en su película Alicia ya no vive aquí, del año 1974.

## Lista de canciones
| Cara A |                                    |          |  |
| N.º    | Título                             | Duración |  |
| 1.     | «The Silver Tongued Devil and I»   | 4:18     |  |
| 2.     | «Jody and the Kid»                 | 3:06     |  |
| 3.     | «Billy Dee»                        | 2:57     |  |
| 4.     | «Good Christian Soldier»           | 3:22     |  |
| 5.     | «Breakdown (A Long Way from Home)» | 2:44     |  |

| Cara B |                                                            |          |  |
| N.º    | Título                                                     | Duración |  |
| 1.     | «Lovin' Her Was Easier (Than Anything I'll Ever Do Again)» | 3:47     |  |
| 2.     | «The Taker»                                                | 3:16     |  |
| 3.     | «When I Loved Her»                                         | 3:03     |  |
| 4.     | «The Pilgrim, Chapter 33»                                  | 3:12     |  |
| 5.     | «Epitaph (Black and Blue)»                                 | 3:23     |  |

## Posición en listas

### Álbum
| Lista                     | Posición más alta |
| ------------------------- | ----------------- |
| Billboard Top LPs & Tapes | 21                |
| Hot Country LPs           | 4                 |

### Sencillos
| Lista                         | Canción                                                    | Posición más alta |
| ----------------------------- | ---------------------------------------------------------- | ----------------- |
| Billboard Hot 100             | "Loving Her Was Easier (Than Anything I'll Ever Do Again)" | 26                |
| Billboard Hot Country Singles | "Loving Her Was Easier (Than Anything I'll Ever Do Again)" | 4                 |

- Datos: Q976574